# Vought OS2U Kingfisher
Vought OS2U Kingfisher byl americký pozorovací hydroplán užívaný ve druhé světové válce. Jednalo se o první létající člun vypouštěný z paluby lodi pomocí katapultu. OS2U byl středoplošník s velkým centrálním a dvěma malými stabilizačními plováky. Mohl také operovat ze země, k čemuž sloužil jako příslušenství pevný kolový podvozek. Kromě bitevních lodí a křižníků US Navy využívalo tento stroj také britské Královské námořnictvo, Sovětské námořní letectvo a americká Pobřežní stráž.

## Specifikace

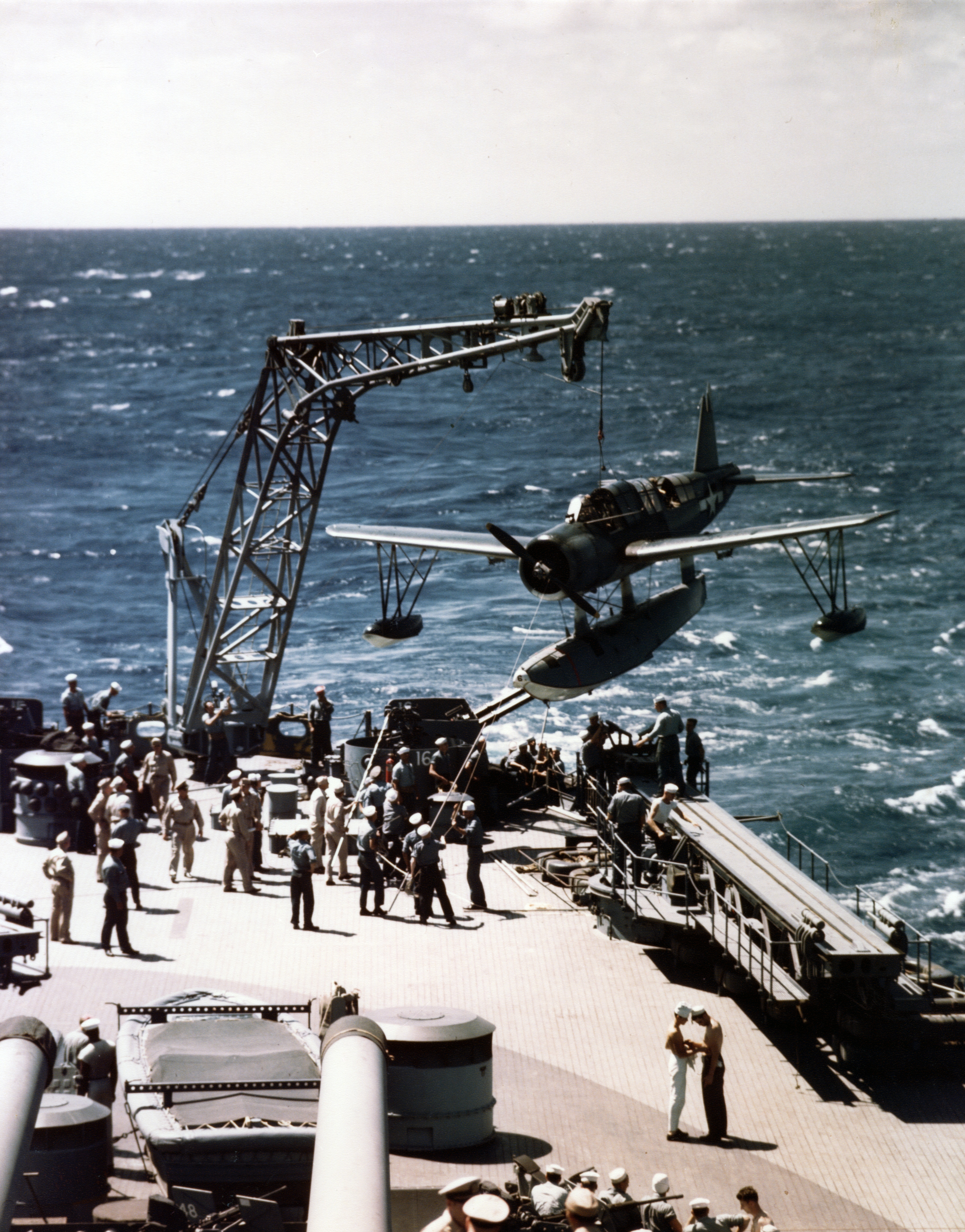
OS2U na bitevní lodi USS Missouri

### Technické údaje
- Osádka: 2 osoby
- Rozpětí: 10,69 m
- Délka: 10,08 m
- Výška: 4,6 m
- Nosná plocha: 24,3 m²
- Hmotnost prázdného stroje: 1870 kg
- Hmotnost vzletová: 2721 kg
- Pohonná jednotka: 1 × hvězdicový motor Pratt & Whitney R-985-AN-2
- Výkon: 443 HP

### Výkony
- Maximální rychlost: 264 km/h
- Dostup: 3960 m
- Max. dolet: 1860 km

### Výzbroj
- 2 × 7,62mm kulomet Browning
- 295 kg bomb